# Coreani di Sachalin
I coreani di Sachalin (in coreano: 사할린 한인?, 사할린 韓人?, Sahallin HaninLR, Sahallin Han-inMR; in russo Сахалинские корейцы?, Sachalinskie Korejcy) sono un gruppo etnico di Sachalin con cittadinanza russa, discendenti dei coreani provenienti dalle province di Gyeongsang (oggi Gyeongsang Settentrionale e Gyeongsang Meridionale) e Jeolla (oggi Jeolla Settentrionale e Jeolla Meridionale) che furono deportati durante il dominio coloniale giapponese.
Le prime migrazioni di coreani nell'isola di Sachalin avvennero attorno alla metà degli anni 1860, con un grande incremento a partire dagli anni 1910: l'isola, conosciuta allora come "prefettura di Karafuto", era nella sua parte meridionale sotto il dominio dei giapponesi, che obbligarono numerosi coreani a migrarvi per colmare la crescente richiesta di manodopera nelle miniere di carbone e nei depositi di legname. Successivamente, quando l'Armata Rossa occupò Sachalin, una numerosa minoranza dei residenti coreani non ebbe modo di rimpatriare e coloro che rimasero vissero in esilio per quattro decenni. Con la successiva dissoluzione dell'Unione Sovietica diversi paesi (quali Corea del Nord, Corea del Sud e Giappone) iniziarono a occuparsi del rimpatrio dei coreani di Sachalin.
A causa della diversa lingua e della storia dell'immigrazione, i coreani di Sachalin possono o meno identificarsi come Koryo-saram, altro gruppo etnico di origine coreana, con cui fanno parte della cosiddetta comunità subetnica dei "coreani post-sovietici", della quale rappresentano il gruppo meno popoloso.

## Storia

### Dominazione russa

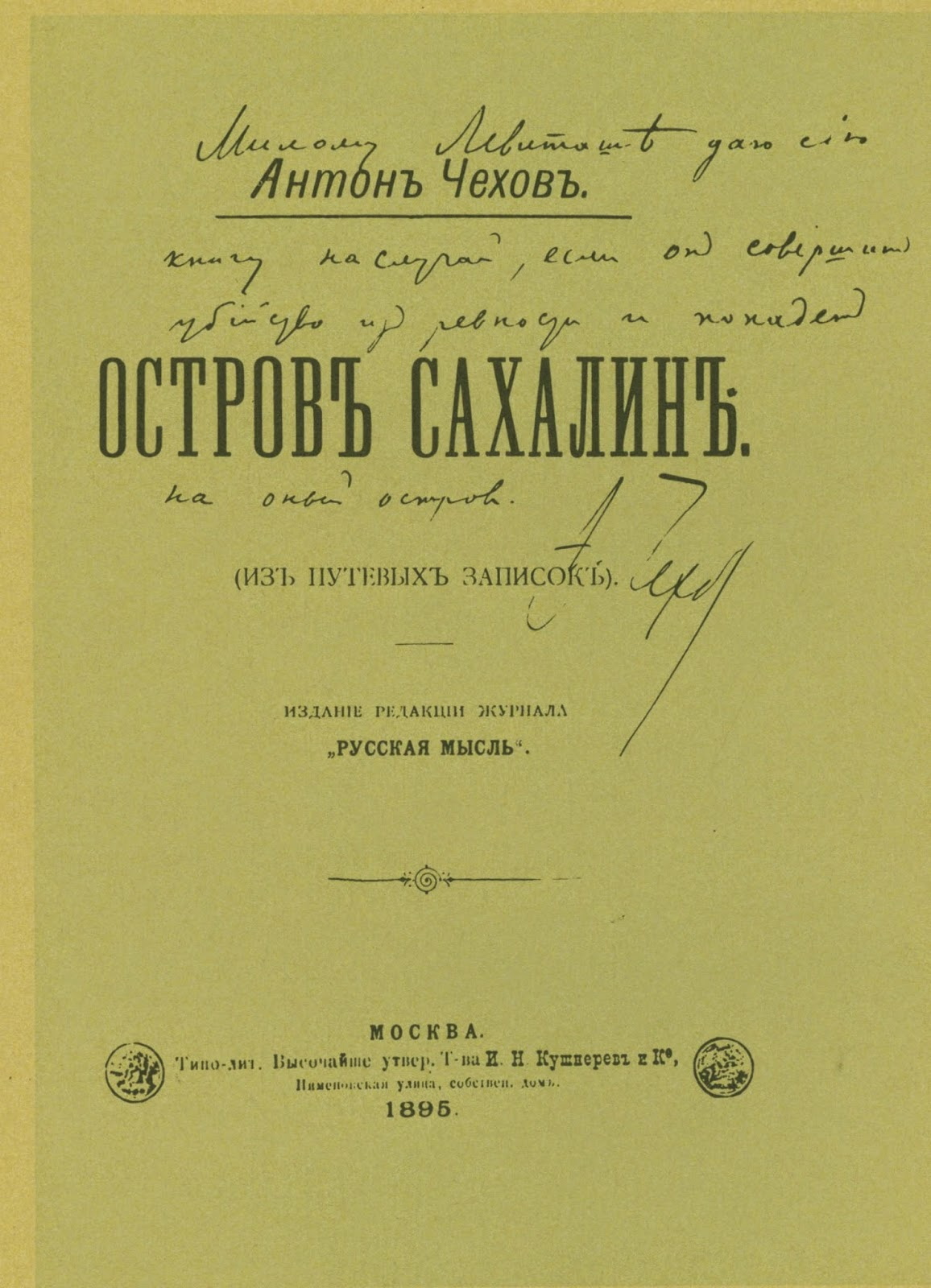
Copertina del libro L'isola di Sachalin, di Anton Čechov, in cui menziona i coreani di Sachalin

La diaspora coreana in Russia ebbe inizio attorno al 1864 e la popolazione sull'isola di Sachalin fu menzionata per la prima volta nel 1890 dallo scrittore e drammaturgo russo Anton Čechov, che in quell'anno compì un censimento personale per il suo libro L'isola di Sachalin, affermando che, su circa 28 000 abitanti, 67 erano provenienti dalla Corea.

### Colonialismo giapponese

#### L'immigrazione forzata

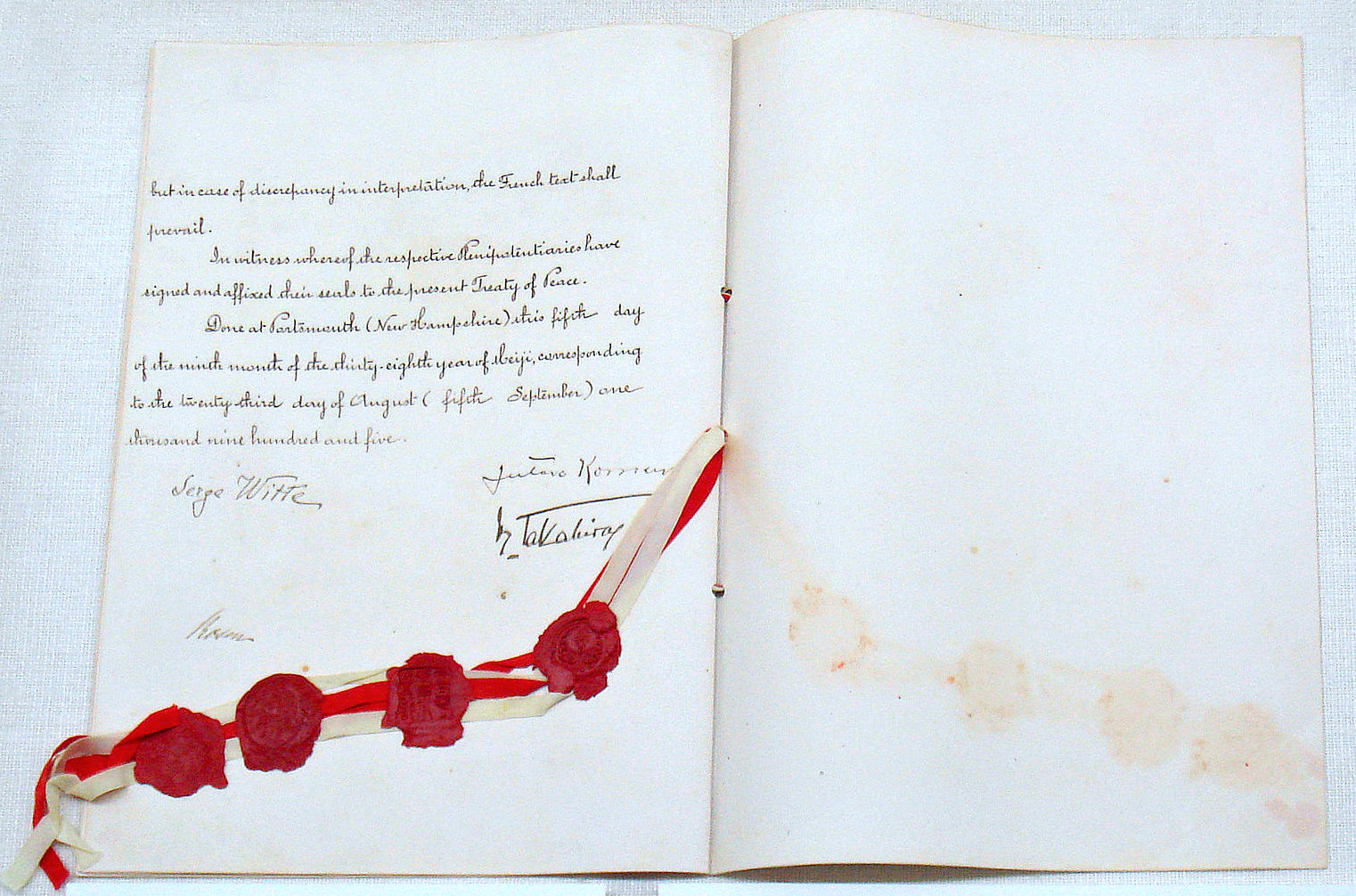
Testo originale del trattato di Portsmouth, che sancì la divisione territoriale dell'isola di Sachalin

In seguito alla schiacciante vittoria riportata nella guerra russo-giapponese del 1904-1905, Sachalin fu interamente invasa dall'esercito imperiale nipponico, ma con il Trattato di Portsmouth fu assegnata al Giappone solo la parte meridionale dell'isola al di sotto del 50º parallelo N. Qui, attorno al 1910, ebbe inizio la prima vera immigrazione coreana a Sachalin, quando l'azienda giapponese Mitsui iniziò a reclutare lavoratori dalla penisola coreana per il lavoro minerario. Nel 1920, dieci anni dopo il trattato di annessione nippo-coreano che sancì l'annessione della Corea all'impero giapponese, la popolazione coreana nell'allora prefettura di Karafuto contava poco meno di un migliaio di individui, prevalentemente maschi. A parte un'ondata di rifugiati provenienti dal territorio del Litorale successiva alla rivoluzione russa, il numero degli abitanti nella prefettura non aumentò di molto fino alla prima metà degli anni 1930, quando raggiunse poco meno di 6 000 abitanti coreani. Nella seconda metà degli anni 1930, con l'aumento degli impegni bellici del Giappone, il governo imperiale varò una legge di mobilitazione nazionale obbligatoria per almeno un maschio di ogni famiglia coreana, al fine di garantire il controllo sul territorio e soddisfare le crescenti richieste delle miniere di carbone e dei depositi di legname; in questo periodo immigrarono quindi oltre 150 000 coreani.

#### L'invasione sovietica e i massacri giapponesi
Durante gli anni 1930 l'esercito imperiale giapponese coinvolse le minoranze etniche locali (Ainu, Nivchi e Orocioni) nelle attività di spionaggio contro i sovietici nella metà dell'isola da questi controllata. Tentarono anche di impiegare dei coreani in queste missioni, poiché pure loro erano presenti anche nella porzione sovietica; tuttavia queste operazioni non ebbero successo, a causa dei sospetti dei sovietici nei confronti del nazionalismo coreano. Nel 1937, poi, i coreani di Sachalin residenti nella zona russa vennero deportati in varie zone dell'Asia Centrale.

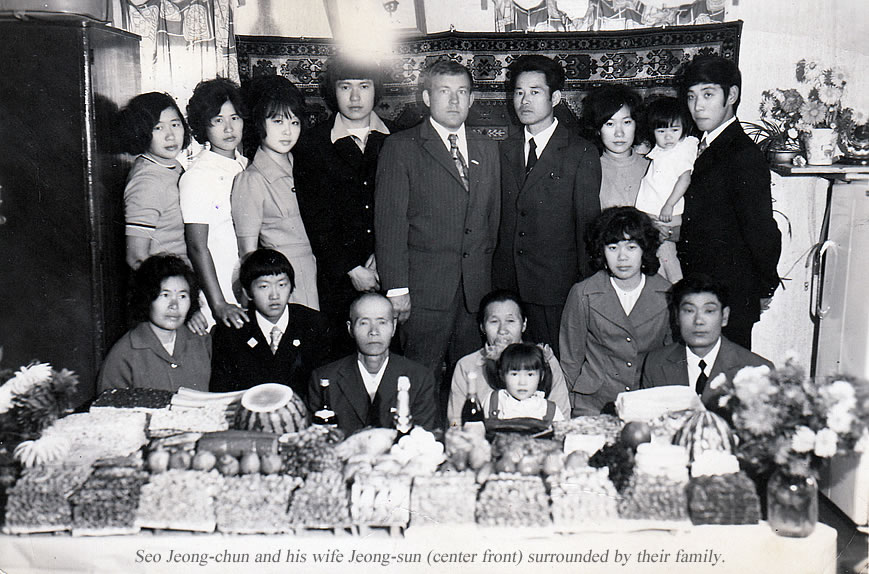
Famiglia coreana emigrata a Sachalin durante la dominazione giapponese negli anni 1940

L'11 agosto 1945, nelle fasi finali della seconda guerra mondiale, l'Unione Sovietica invase la parte giapponese di Sachalin. Durante i combattimenti morirono circa 3 500-3 700 civili giapponesi (tra cui alcuni di origine coreana), principalmente a causa di bombardamenti navali sovietici. Nella confusione che seguì si diffuse tra i giapponesi il sospetto che i residenti coreani stessero lavorando come spie per conto della stessa Unione Sovietica: ciò portò a massacri indiscriminati da parte della polizia e della popolazione.
     Unione Sovietica
     Impero giapponese

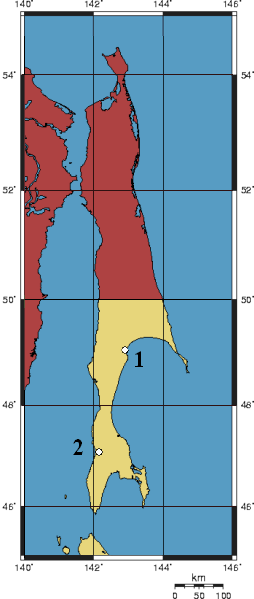
Luoghi dei massacri
1: Shikuka, oggi Poronajsk
2: Maoka, oggi Cholmsk
Unione Sovietica
Impero giapponese

Nonostante la quantità generalmente limitata di informazioni sui massacri, i due a oggi più noti sono quello di Shikuka, avvenuto il 18 agosto 1945, e quello nel villaggio di Maoka, che durò dal 20 al 23 agosto. A Shikuka la polizia imperiale giapponese arrestò 19 coreani con l'accusa di svolgere attività di spionaggio; di questi, 18 furono uccisi a colpi d'arma da fuoco all'interno della stazione di polizia il giorno successivo, mentre l'unico sopravvissuto, un coreano di nome Nakata, si salvò nascondendosi nei bagni. Nel villaggio di Maoka invece le truppe giapponesi accusarono alcuni coreani di collaborazionismo con l'Armata Rossa e di saccheggio di proprietà giapponesi e, sebbene coreani e giapponesi lavorassero insieme in fattorie e progetti di costruzione, i civili giapponesi si rivoltarono contro i loro vicini coreani, uccidendone 27. Secondo informazioni rinvenute dagli storici, altri coreani furono uccisi per coprire le prove delle atrocità commesse dai giapponesi durante l'evacuazione dell'isola: anni dopo una donna, in un'intervista fatta da una commissione di giornalisti statunitensi e sovietici che indagava sulla questione dei prigionieri di guerra alleati detenuti dall'esercito imperiale giapponese nei campi di concentramento di Sachalin, rivelò che durante i massacri il suo amante di etnia coreana fu assassinato dopo aver assistito all'esecuzione di massa di centinaia di prigionieri di guerra americani.

### Annessione all'URSS

#### Il tentativo di rimpatrio
Negli anni successivi all'invasione sovietica, la maggior parte dei 400 000 civili giapponesi che non erano già stati rimpatriati dopo l'evacuazione dell'isola riuscirono a tornare in Giappone a seguito dell'accordo USA-URSS sul rimpatrio di coloro che erano rimasti nell'Unione Sovietica dopo la seconda guerra mondiale, firmato nel dicembre 1946. Molti coreani (150 000 secondo le stime) tornarono in Giappone, mentre altri andarono in Corea del Sud; tuttavia circa 43 000 non furono accettati per il rimpatrio dal Giappone, non riuscendo a tornare nemmeno in patria, la Corea, a causa della difficile situazione politica. Il governo sovietico inizialmente elaborò piani per rimpatriare i coreani assieme ai giapponesi, riscontrando però l'opposizione dell'amministrazione locale di Sachalin (anche se alcune fonti dichiarano l'opposizione da parte dello stesso capo del governo Iosif Stalin), che sosteneva che la manodopera dei cittadini russi in arrivo dalla terraferma non sarebbe stata sufficiente per sostituire quella dei lavoratori qualificati già rimpatriati. Questo portò a un'indecisione sul destino finale dei coreani rimasti su Sachalin che persistette fino allo scoppio della guerra di Corea, che rese il rimpatrio politicamente impossibile. Nel 1957 la Corea del Sud chiese a Tokyo che i coreani rimasti sull'isola fossero trasferiti in Giappone, ma il governo nipponico non intraprese alcuna azione concreta, incolpando l'intransigenza sovietica per la mancanza di progressi nella risoluzione della questione. La vera motivazione era tuttavia una legge che permetteva l'ingresso solo ai coreani provenienti da Sachalin "che erano sposati con cittadini giapponesi o avevano un genitore giapponese". Nel frattempo il numero di cittadini di etnia coreana nell'isola aumentò con l'arrivo di 8 000 espatriati nordcoreani, reclutati dal governo sovietico come pescatori.
Negli anni seguenti, nel tentativo di integrare i lavoratori coreani, che non avevano familiarità con il sistema sovietico e non erano in grado di parlare il russo, vennero istituite scuole in cui si utilizzava la lingua coreana come mezzo di istruzione. Tuttavia, a causa di alcune credenze popolari, si pensava che i coreani di Sachalin fossero stati "infettati dallo spirito giapponese" e quindi le autorità sovietiche locali non si fidavano di loro, non concedendo loro la gestione di fattorie collettive, mulini, fabbriche, scuole o ospedali, gestione che, invece, venne lasciata al gruppo etnico dei Koryo-saram, ovvero i coreani provenienti dall'Asia centrale, che al confronto dei coreani di Sachalin erano bilingui, dato che parlavano sia il russo sia il coreano. Questa situazione portò ben presto gravi conseguenze, tra cui lo sviluppo di termini denigratori in coreano contro i Koryo-saram, come "kchyntanbjandžja".
Durante gli anni 1950 la politica del governo di Sachalin nei confronti dei coreani subì continui cambiamenti in base alle relazioni bilaterali tra Corea del Nord e Unione Sovietica; in base a queste, i sovietici, su richiesta della Corea del Nord, decisero di trattare i coreani di Sachalin come cittadini nordcoreani e, attraverso il consolato nordcoreano, vennero istituiti appositi gruppi di studio e altre strutture educative. Alla fine degli anni 1950, tuttavia, divenne sempre più difficile per i coreani di Sachalin ottenere la cittadinanza sovietica e perciò molti decisero di ottenere quella nordcoreana piuttosto che affrontare l'onere di rimanere apolidi, che includeva gravi restrizioni alla loro libertà di movimento e l'obbligo di richiedere il permesso al governo locale per viaggiare al di fuori dell'isola. Nel 1960 solo il 25% era riuscito a ottenere la cittadinanza sovietica, il 65% quella nordcoreana, mentre il restante 10% non aveva nessuna delle due e risultava apolide. Tuttavia, a causa del successivo deterioramento delle relazioni bilaterali, le autorità sovietiche agirono per ridurre l'influenza della Corea del Nord all'interno della comunità e, all'inizio degli anni 1970, i coreani di Sachalin furono nuovamente incoraggiati a richiedere la cittadinanza sovietica.

#### Attenzioni dal resto del mondo
Tra la fine degli anni 1960 e l'inizio degli anni 1970 la situazione dei coreani di Sachalin migliorò notevolmente, grazie alla maggiore attenzione datale dal resto del mondo. A partire dal 1966 Park No Hak, un ex coreano di Sachalin che in precedenza aveva ricevuto il permesso di lasciare l'isola e stabilirsi in Giappone in virtù del fatto di avere una moglie giapponese, presentò una petizione al governo nipponico per discutere la questione dei coreani di Sachalin con il governo sovietico. Le sue azioni ispirarono diversi coreani, che decisero di formare un'organizzazione per il rimpatrio dei loro connazionali; in risposta, la Corea del Sud diede inizio a trasmissioni radiofoniche che miravano a sensibilizzare il popolo circa la situazione dei coreani di Sachalin. Allo stesso tempo Rei Mihara, una casalinga di Tokyo, formò un'associazione simile in Giappone e, assieme a 18 avvocati giapponesi, tentò di citare in giudizio il governo nipponico per costringerlo ad accettare la responsabilità diplomatica e finanziaria per il trasporto dei coreani di Sachalin sino alla Corea del Sud.
Grazie a queste iniziative, il governo sovietico iniziò finalmente a consentire ai coreani di Sachalin di naturalizzarsi. Tuttavia il 10% della comunità continuò a rifiutare la cittadinanza sovietica e nordcoreana, chiedendo il rimpatrio in Corea del Sud. Nel 1976 oltre 2 000 persone ottennero il permesso di partire da Sachalin per rimpatriare e nello stesso anno il governo locale fece sì che chi emigrava verso la Corea del Sud potesse semplicemente recarsi all'Ufficio Immigrazione per presentare una richiesta. In una settimana l'amministrazione locale ricevette più di 800 richieste di questo tipo, comprese alcune da cittadini nordcoreani; ciò indusse l'ambasciata nordcoreana a lamentarsi della nuova politica sull'emigrazione e così le autorità sovietiche si videro obbligate a non rilasciare visti di uscita alla maggior parte degli interessati, suscitando manifestazioni pubbliche di protesta. Ciò comportò nuove deportazioni e, nel novembre 1976, più di 40 manifestanti vennero arrestati e deportati in Corea del Nord.

### Fine dell'URSS e periodo post-sovietico

#### Il miglioramento dei rapporti con il Giappone
Nel 1976 i governi sovietico e giapponese erano riusciti ad accordarsi per effettuare il trasferimento di alcuni coreani di Sachalin nel paese nipponico; tuttavia l'accordo saltò a causa di un pilota sovietico che disertò col suo caccia intercettore Foxbat atterrando in un aeroporto giapponese. Qualche anno dopo, nel 1983, un altro piano, che aveva come obiettivo di consentire ai parenti sudcoreani di recarsi a Sachalin attraverso il Giappone, fallì dopo che i sovietici abbatterono un aereo di linea coreano proprio vicino all'isola.
Nella metà degli anni 1980 il rapporto tra i coreani di Sachalin e il Giappone subì una svolta con l'approvazione, nel 1985, del finanziamento per il rimpatrio della prima generazione di immigrati; allo stesso tempo, due anni dopo, l'Unione Sovietica cominciò a liberalizzare le leggi sull'emigrazione. Successivamente, il 18 aprile 1990, durante un'intervista il ministro degli affari esteri giapponese Taro Nakayama chiese ufficialmente scusa ai coreani di Sachalin per le tragedie subite negli anni dell'occupazione. Con l'inizio del XXI secolo il Giappone stanziò circa 5 milioni di dollari per costruire un centro culturale a Sachalin, che avrebbe dovuto contenere una biblioteca, una sala espositiva, aule di lingua coreana e altre strutture. Nel 2004, però, il progetto non era ancora iniziato, causando le proteste dei coreani di Sachalin.

#### L'influenza coreana
Durante gli anni 1990 a Sachalin vennero istituite comunicazioni attraverso il commercio e voli diretti per il rimpatrio. Da quel momento le nazioni della penisola coreana iniziarono a competere apertamente per avere una maggiore influenza sui coreani di Sachalin. I programmi televisivi e radiofonici sia della Corea del Nord sia della Corea del Sud, così come i programmi locali, iniziarono a essere trasmessi sulla neonata Sakhalin Korean Broadcasting, l'unica stazione televisiva coreana in tutta la Russia. Per prevalere nei rapporti con i coreani di Sachalin, la Corea del Nord decise di negoziare con la Russia per avere relazioni economiche più strette con Sachalin, attraverso la sponsorizzazione, nel 2006, di una mostra d'arte nel capoluogo dell'isola, Južno-Sachalinsk. Ciò permise a diversi coreani di Sachalin di tornare in Corea del Nord, alcuni per trovare i parenti, altri invece, 1 000 secondo alcuni studi accademici, per rimpatriare. Tuttavia l'ascesa dell'economia sudcoreana, combinata con le continue turbolenze economiche e politiche della Corea del Nord, rese l'opzione di rimpatrio meno conveniente, portando anzi molti nordcoreani a rifugiarsi sull'isola di Sachalin per sfuggire ai campi di lavoro.
In risposta alle operazioni nordcoreane, la Corea del Sud, congiuntamente alla Croce Rossa giapponese, decise di creare un sistema di viaggi per permettere agli anziani di Sachalin di andare a trovare i propri parenti in Corea. L'associazione umanitaria giapponese organizzò così, tra il 2000 e il 2002, 167 viaggi con un afflusso totale di 14 122 coreani di Sachalin; contemporaneamente sì occupò di un programma che permetteva loro di rimanere in patria; questo programma coinvolse 1 544 persone. Grazie ad altre fondazioni, un gruppo di 816 coreani di Sachalin fu portato in un insediamento costruito per loro nella città sudcoreana di Ansan. Diversi imprenditori sudcoreani decisero di contribuire alla creazione di strutture per i coreani di Sachalin, attirati dalle diverse forniture di gas naturale liquefatto, presente in grandi quantità nella zona. Oltre agli anziani, anche alcuni giovani coreani di Sachalin decisero di trasferirsi in Corea del Sud, o per trovare le proprie radici oppure per motivi economici, poiché i salari in Corea del Sud erano tre volte quelli di Sachalin; tuttavia al loro arrivo venivano spesso percepiti come stranieri dai sudcoreani. A causa di questa discriminazione, a partire dal 2005 molti espatriati preferirono ritornare sull'isola e rinunciare alla cittadinanza coreana, riferendo di avere difficoltà a stringere amicizia con i sudcoreani.
Negli anni a seguire ci furono diversi tentativi di rimpatrio; la svolta arrivò tuttavia il 1º gennaio 2021, quando il governo sudcoreano approvò una legge che permetteva a ogni coreano di Sachalin facente parte della prima generazione, ovvero i nati tra il 1890 e il 15 agosto 1945, di rimpatriare assieme al coniuge e un parente diretto e il suo coniuge. Più tardi nello stesso anno ebbero inizio le prime operazioni di rimpatrio: i primi 260 coreani fecero ritorno in Corea del Sud a novembre.

## Cultura

### Traslitterazione dei cognomi

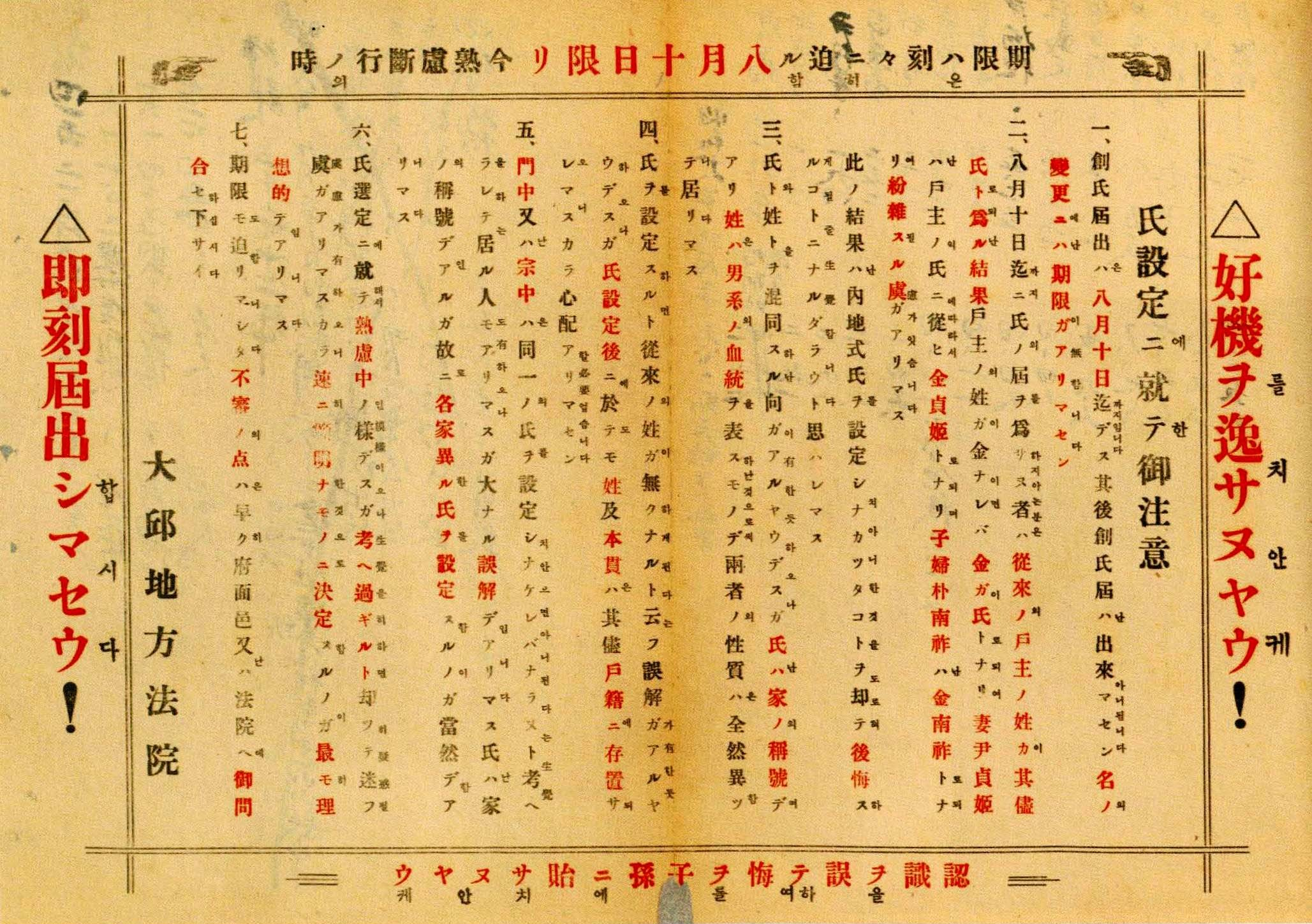
Una copia del Sōshi-kaimei emessa dalla corte di Taikyu, scritta bilingue in giapponese e in coreano

In conseguenza della migrazione a Sachalin, si sono verificate delle variazioni nei nomi e nei cognomi dei coreani che vivono o sono vissuti sull'isola. Il fenomeno ebbe inizio nel 1939, quando il generale Jirō Minami emanò un'ordinanza, chiamata Sōshi-kaimei, che obbligava tutti i coreani che vivevano sotto il dominio giapponese - prefettura di Karafuto inclusa - a scegliere un nuovo nome basato sui cognomi tipici degli occupanti.
Quando l'isola passò sotto il controllo sovietico, le nuove autorità iniziarono a registrare la popolazione sulla base dei documenti di identità rilasciati dalla precedente amministrazione giapponese, perpetuando la variazione dell'onomastica; in seguito è stato permesso agli abitanti di Sachalin di origine coreana di richiedere di essere reiscritti nei registri anagrafici con il cognome coreano originario; la possibilità di presentare tale istanza è cessata nel 2006. La maggior parte degli appartenenti alla vecchia generazione poté tornare a riutilizzare in tal modo il cognome originario; d'altra parte, la generazione più giovane preferì cirillizzare i propri nomi. Più recentemente, con la crescente popolarità del K-pop e della cultura coreana nel mondo, alcuni giovani coreani hanno iniziato a scegliere per i propri figli i nomi dei personaggi dei drammi coreani.
| Coreano (RR) | Coreano (RR)   | Coreano (RR) | Russo                  | Russo                       | Traslitterazione anglosassone |
| ------------ | -------------- | ------------ | ---------------------- | --------------------------- | ----------------------------- |
| 안           | 安             | An           | Ан                     | An                          | Ahn                           |
| 배           | 裵             | Bae          | Бя Пягай               | Bja Pjagaj                  | Pae                           |
| 백           | 白             | Baek         | Пэк Пяк                | Pėk Pjak                    | Baik Paek                     |
| 박           | 朴             | Bak          | Пак                    | Pak                         | Park                          |
| 반           | 潘             | Ban          | Пан                    | Pan                         | Pahn                          |
| 방           | 方 房          | Bang         | Пан                    | Pan                         | Pang Phang                    |
| 부           | 夫 傅          | Bu           | Пу Пугай               | Pu Pugaj                    | Booh Pooh                     |
| 변           | 卞 邊          | Byeon        | Пён                    | Pën                         | Pyoun                         |
| 차           | 車             | Cha          | Ча Чагай               | Ča Čagaj                    | Char Tchah                    |
| 채           | 蔡             | Chae         | Цай                    | Caj                         | Chai                          |
| 천           | 千             | Cheon        | Чен                    | Čen                         | Choun                         |
| 최           | 崔             | Choe         | Цой Цхай Цхой          | Coj Cchaj Cchoj             | Choi Chey Choy                |
| 엄           | 嚴             | Eom          | Эм                     | Ėm                          | Oum                           |
| 강           | 姜 康 强 彊 剛 | Gang         | Кан                    | Kan                         | Kang                          |
| 김           | 金             | Gim          | Ким                    | Kim                         | Kim                           |
| 고           | 高             | Go           | Ко Когай               | Ko Kogaj                    | Koh                           |
| 구           | 具             | Gu           | Ку                     | Ku                          | Koo                           |
| 곽           | 郭             | Gwak         | Квак                   | Kvak                        | Kwak                          |
| 권           | 權             | Gwon         | Кван Квон              | Kvan Kvon                   | Kwon                          |
| 한           | 韓             | Han          | Хан                    | Chan                        | Hahn                          |
| 허           | 許             | Heo          | Хе Хегай               | Che Chegaj                  | Huh Hur                       |
| 홍           | 洪             | Hong         | Хон                    | Chon                        | Houng                         |
| 황           | 黃             | Hwang        | Хван                   | Chvan                       | Hwang                         |
| 현           | 玄             | Hyeon        | Хён                    | Chën                        | Hyoun                         |
| 이 리        | 李             | I Ri         | И Ли Лигай Ни Нигай    | I Li Ligaj Ni Nigaj         | Lee Yi Rhee                   |
| 임 림        | 林             | Im Rim       | Им Лим                 | Im Lim                      | Yim Rhim                      |
| 인           | 印             | In           | Ин                     | In                          | Yin                           |
| 장           | 張             | Jang         | Тян Чан                | Tjan Čan                    | Chang Jang                    |
| 전           | 全 田          | Jeon         | Тен                    | Ten                         | Jun Chun                      |
| 정           | 鄭 丁          | Jeong Chung  | Тен Чжен               | Ten Čžen                    | Chung Tseung                  |
| 지           | 池 智          | Ji           | Ти Тигай               | Ti Tigaj                    | Chi Jee                       |
| 진           | 陳             | Jin          | Чен                    | Čen                         | Chin                          |
| 조           | 趙 曺          | Jo Cho       | Дё Тё                  | Dë Të                       | Cho                           |
| 주           | 朱 周          | Ju           | Дю Дюгай Дзю Тюгай Цзю | Dju Djugaj Dzju Tjugaj Czju | Chu                           |
| 마           | 馬 麻          | Ma           | Ма Магай               | Ma Magaj                    | Mar Mha                       |
| 맹           | 孟             | Maeng        | Мян                    | Mjan                        | Maeing                        |
| 민           | 閔             | Min          | Мин                    | Min                         | Mhin                          |
| 문           | 門 文          | Mun          | Мун                    | Mun                         | Moon                          |
| 명           | 明             | Myeong       | Мён                    | Mën                         | Myoung                        |
| 나 라        | 羅             | Na Ra        | На Ра                  | Na Ra                       | La Rha                        |
| 남           | 南             | Nam          | Нам                    | Nam                         | Nahm                          |
| 노 로        | 盧 魯 路       | No Ro        | Но Ногай Ро            | No Nogaj Ro                 | Nho Noh Rho                   |
| 오           | 伍 吳          | O            | О Огай                 | O Ogaj                      | Au Oe                         |
| 유           | 兪 劉          | Yoo Yu       | Ю Югай                 | Ju Jugaj                    | Yoo You                       |
| 류           | 柳             | Ryu          | Ю Югай, Люгай          | Ju Jugaj, Ljugaj            | Ryoo Ryou                     |
| 서           | 徐             | Seo          | Ше Шегай               | Še Šegaj                    | So Sur                        |
| 석           | 石 昔          | Seok         | Шек                    | Šek                         | Suk                           |
| 설           | 薛 偰          | Seol         | Шер                    | Šer                         | Sol Sull                      |
| 성           | 成             | Seong        | Сен                    | Sen                         | Song                          |
| 심           | 沈             | Sim          | Сим Шим                | Sim Šim                     | Seem Sheem                    |
| 신           | 申 辛 愼       | Sin          | Син Шин                | Sin Šin                     | Seen Sheen                    |
| 손           | 孫             | Son          | Сон                    | Son                         | Sohn                          |
| 송           | 宋             | Song         | Сон                    | Son                         | Sung                          |
| 태           | 太             | Tae          | Тхай Тхя               | Tchaj Tchja                 | Tai Tay                       |
| 우           | 禹             | U            | У Угай                 | U Ugaj                      | Woo Ou                        |
| 왕           | 王             | Wang         | Ван                    | Van                         | Wang                          |
| 원           | 元             | Won          | Вон                    | Von                         | Woon                          |
| 양 량        | 梁             | Yang Ryang   | Лян Рян Ян             | Ljan Rjan Jan               | Lyang Ryang Yaung             |
| 여 려        | 余 呂 汝       | Yeo Ryeo     | Ё Ёгай                 | Ë Ëgaj                      | Yu Yo Yea                     |
| 염 렴        | 廉             | Yeom Ryeom   | Ём Лём                 | Ëm Lëm                      | Yeoum                         |
| 연 련        | 延 燕 連       | Yeon Ryeon   | Ён                     | Ën                          | Yeoun                         |
| 윤           | 尹             | Yun          | Юн                     | Jun                         | Yoon                          |

### Lingua
Sin dal loro arrivo sull'isola, i coreani, incoraggiati dall'aspettativa che un giorno sarebbe stato loro permesso di tornare in patria, mantennero una sorta di mentalità da "straniero" piuttosto che da "colono"; ciò ha consentito loro di parlare fino a oggi il coreano in modo migliore rispetto ai coreani che furono deportati in Asia centrale. Ciò fu possibile anche grazie alla creazione di mezzi di comunicazione quali il quotidiano in lingua coreana Saegoryeo Shinmun (새 고려 신문; pubblicato a partire dal 1949) e la piattaforma televisiva Sakhalin Korean Broadcasting, che trasmette programmi televisivi in coreano con sottotitoli in lingua russa. Un ruolo importante lo ebbe anche l'organizzazione pubblica regionale "Sakhalin Koreans", fondata il 28 marzo 1992, con il compito di aiutare i Coreani di Sachalin a preservare la propria cultura e le tradizioni native.

### Religione

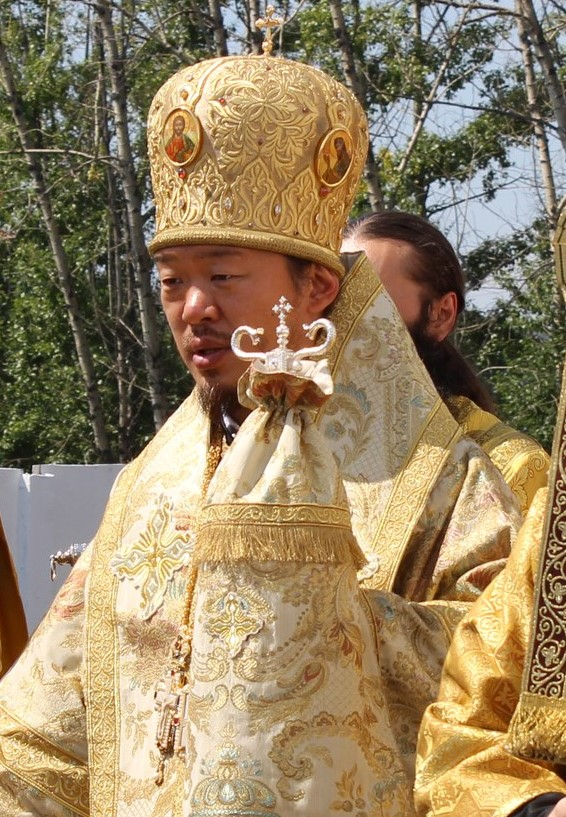
Il vescovo Teophanes, il primo vescovo ortodosso nato in una famiglia di coreani di Sachalin

Nel periodo successivo alla dissoluzione dell'Unione Sovietica, in tutta l'oblast' c'è stata una crescita significativa delle attività religiose tra i coreani di Sachalin, con l'istituzione di chiese presbiteriane a partire dall'inizio degli anni 1990: gli inni cristiani divennero materiale d'ascolto popolare, integrando la più tipica musica pop russa, occidentale e coreana. Nel giugno 1998, a seguito della diffusione del presbiterianesimo tra la popolazione coreana dell'isola, ritenuta eccessiva, l'amministrazione regionale decise di esercitare pressioni sui missionari presbiteriani coreani affinché cancellassero alcune conferenze che avevano indetto per i fedeli.

### Musica
Secondo un sondaggio effettuato agli inizi degli anni 2000, un terzo dei coreani di Sachalin ha espresso una preferenza per la musica tradizionale coreana, una percentuale molto più alta rispetto a qualsiasi altra comunità etnica coreana intervistata. Tuttavia, nonostante la migliore conoscenza della lingua coreana, lo stesso sondaggio ha mostrato che la musica pop coreana è meno diffusa a Sachalin che tra altre comunità etniche coreane, come quella in Kazakistan, possedendo all'incirca lo stesso grado di popolarità presente in Uzbekistan. La popolarità della musica tradizionale coreana è da attribuire all'istituzione della "Ethnos Art School" nel 1991 a Južno-Sachalinsk, creata proprio per fornire ai bambini lezioni di danza tradizionale coreana, pianoforte, canto a prima vista e kayagŭm, uno strumento a corda appartenente alla famiglia delle cetre.

### Libri
- Robert W. Smith, The Sakhalin Collection, New Leaf Books, 2007, ISBN 978-1930076389.
- Basil H. Liddell Hart, Storia militare della seconda guerra mondiale, Milano, Oscar Storia, Mondadori, 1970, ISBN 978-88-04-42151-1.
- Eidai Hayashi, 証言・樺太(サハリン)朝鮮人虐殺事件, Fubaisha, 1992, ISBN 978-4833110280.
- Eun-Jeong Han, Min Wha Han & Jonghwa Lee, Korean Diaspora Across the World: Homeland in History, Memory, Imagination, Media, and Reality, Lexington, Lexington Books, 2019, ISBN 978-1498599221.
- Hyeong-ju Park, サハリンからのレポート―棄てられた朝鮮人の歴史と証言, 2001, ISBN 978-4275014078.

### Videografia
- Dai Sil Kim-Gibson, A Forgotten People: The Sakhalin Koreans, Prime Video, 2007.